# Magnetni foton
Magnetni foton je domnevni delec, ki bi bil superpozicija stanj s parno in neparno simetrijo C. Predvidevajo ga mnoge teoretične razširitve elektromagnetizma, ki vključujejo tudi magnetne monopole . 
Doslej ga še niso našli s poskusi. Nekateri poskusi so celo izključili njegov obstoj . 
Magnetni foton je v svojih delih predvidel pakistanski fizik Abdus Salam (1926 – 1996) .